# Два (филм)
Два је српски филм из 2007. године. Режирао га је Пуриша Ђорђевић, а сценарио су писали Пуриша Ђорђевић и Зоран Живковић.

## Радња
Два човека се срећу на путу из Београда за Нови Сад. Један ради у банци, а други је Бог. Он је један једини прави Бог који је дошао Србима како би пронашао композитора да створи музику за рајска поља и рајску вереницу, између осталог. При поласку, Бог прориче да ће банкар да изврши самоубиство кроз осамнаест месеци и да ће да заборави кога је срео кад се растану. Пролази осамнаест месеци, банкар се није убио, а у међувремену је био у вези са девојком која воли да пева. Бог напушта Београд у друштву рајске веренице.
Бог ће се сретати са различитим људима, некима ће се повјерити да тражи композитора за глазбу небеских сфера. Неће је наћи, али ће у даљини угледати дјевојку у дугој бијелој хаљини. Та дјевојка је Небеска заручница. На небу, она сједи поред Бога, а у филму њих двоје ће се потражити на земљи, у Србији, на Калемегдану...

## Улоге
| Глумац           | Улога |
| ---------------- | ----- |
| Драгомир Чумић   |       |
| Предраг Ејдус    |       |
| Драган Јовановић |       |
| Драган Мићановић |       |
| Бранка Пујић     |       |
| Ана Софреновић   |       |